# Subcutane injectie

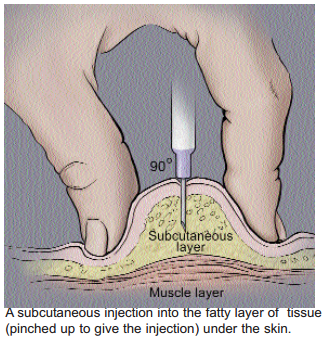
Een subcutane injectie

Een subcutane injectie (Latijn: sub- :onder, cutis: huid) is een injectie in het onderhuids weefsel. Hierbij wordt de stof langzaam in het bloed opgenomen. Er wordt gebruikgemaakt van een korte naald die geplaatst wordt in een plooi in de huid die met de vingers wordt gemaakt. De buik is hiervoor erg geschikt. Voorbeelden hiervan zijn de toediening van insuline door diabetici en de toediening van methotrexaat of biological-medicijn door mensen met reumatoïde artritis. Het volume van een subcutane injectie dient kleiner te zijn dan 2,0 ml in verband met het gevaar op lekkage naar buiten.
epiduraal ·
intra-arterieel · 
intra-articulair ·
intra-ossaal ·
intracardiaal ·
intracutaan ·
intramusculair ·
intraveneus ·
spinaal ·
subcutaan